# Derby calcistici in Friuli-Venezia Giulia

Bandiera della Regione Friuli-Venezia Giulia

I derby calcistici in Friuli-Venezia Giulia sono gli incontri di calcio che mettono a confronto due squadre della regione Friuli-Venezia Giulia.
Il confronto più rilevante è il derby tra la Triestina e l'Udinese, il quale è l'unico che è stato disputato in Serie A, per sette stagioni, tra il 1950-51 e il 1958-59.
In Serie B hanno giocato, disputando degli incontri tra loro, oltre alle stesse Triestina e Udinese, anche la Monfalconese CNT, di fatto l'antesignana dell'attuale UFM, nonché due formazioni con sede in città non più appartenenti all'Italia, ma che, nel periodo interbellico, fecero parte della Venezia Giulia, ovvero l'Unione Sportiva Fiumana di Fiume, e il Gruppo Sportivo Fascio Giovanni Grion di Pola; inoltre, dopo il secondo conflitto mondiale, anche la Pro Gorizia disputò alcune stagioni in cadetteria.

## Derby giocati in Serie A

### Triestina-Udinese
Definito anche come Derby del Nord-est: Triestina-Udinese, è la partita che vede contrapposti i capoluoghi delle regioni storico-geografiche della Venezia Giulia e del Friuli, nonché gli unici due club regionali a essere approdati in Serie A.
Nel 1922 vi fu il primo incontro tra le due squadre, in una gara valida per il secondo turno della Coppa Italia; il 9 aprile 1922 l'Udinese s'impose per 3-0. In campionato, invece, la prima sfida venne disputata il 7 dicembre 1924, a Trieste, e si concluse 0-0. Il 22 ottobre 1950 si disputò, a Trieste, il primo derby nella massima divisione, che terminò 0-0. Anche la gara di ritorno, il 4 marzo 1951, finì in parità (1-1). 
Gli ultimi due incontri ufficiali furono disputati nell'agosto del 1991, validi per il primo turno di Coppa Italia. All'andata l'Udinese s'impose per 3-1, mentre il ritorno, disputato il 24 agosto 1991 a Trieste,  finì 1-1.
|                                 | Gare | Vittorie Triestina | Pareggi | Vittorie Udinese | Gol Triestina | Gol Udinese |
| Serie A                         | 14   | 3                  | 9       | 2                | 11            | 13          |
| Seconda Div./Prima Div./Serie B | 12   | 4                  | 4       | 4                | 17            | 14          |
| Serie C                         | 20   | 2                  | 12      | 6                | 13            | 24          |
| Divisione Nazionale             | 2    | 1                  | 0       | 1                | 4             | 2           |
| Coppa Italia                    | 9    | 1                  | 3       | 5                | 7             | 18          |
| Coppa Italia Semiprof.          | 12   | 4                  | 2       | 5                | 15            | 18          |
| Totale                          | 69   | 15                 | 30      | 23               | 67            | 89          |

## Derby giocati in Serie B

### Monfalcone-Udinese
Nel 1912 nacque l'Unione Sportiva Monfalconese. La squadra di calcio, nel 1919 nuovamente attiva, venne rifondata nel 1920 come Sport Club Monfalcone; nel 1922 venne promossa in Seconda Divisione. Nel 1923, questa società, si fuse col Gruppo Sportivo Cantiere Navale Triestino, per dare vita all'Associazione Sportiva Monfalconese C.N.T.. Nella stagione 1923-1924 ci fu, sempre in Seconda Divisione, il primo match fra Udinese e Monfalconese, il 25 novembre 1923 (Monfalconese-Udinese 2-2). Le due squadre si riaffrontarono l'anno seguente, e poi nel 1926-1927 e nel 1928-1929, sempre in Prima Divisione (all'epoca terzo livello del campionato). 
A sorpresa, vincendo nel il girone C del campionato di Prima Divisione, la Monfalconese fu ammessa alla prima edizione della Serie B, per la stagione 1929-1930. Nella stagione 1930-1931 le due società si ritrovarono nella serie cadetta, dopo la promozione dell'Udinese. Il 16 novembre 1930 il primo derby di B finì 1-1, e venne disputato a Monfalcone. Al termine della stagione 1931-1932 l'Udinese tornò in Prima Divisione, mentre, nel novembre del 1932, una grave crisi finanziaria dell'azienda che gestiva il porto (Il Cantiere Navale Triestino) costrinse la Monfalconese a ritirarsi dal campionato dopo appena sei giornate, cosa che porto la società alla retrocessione nella categoria inferiore. Nel 1933-1934 entrambe si riaffrontarono così nel terzo livello del campionato. L'anno seguente il CRDA Monfalcone, nuova denominazione della società, si ritirò ancora dal campionato in corso. La sfida tornò nel 1938-1939 in Serie C, nuova denominazione del campionato di Prima Divisione. Le due formazioni si affrontarono nella Divisione Nazionale 1943-1944.
Si dovette attendere la stagione 1964-1965, per rivedere il derby, quando il CRDA Monfalcone e l'Udinese parteciparono entrambe alla Serie C. Le due squadre disputarono lo stesso campionato fino alla stagione 1970-71, l'ultima della compagine azzurra in Serie C.
|                                 | Gare | Vittorie Monfalcone | Pareggi | Vittorie Udinese | Gol Monfalcone | Gol Udinese |
| Seconda Div./Prima Div./Serie B | 14   | 4                   | 4       | 6                | 19             | 24          |
| Prima Div./Serie C              | 19   | 1                   | 7       | 11               | 9              | 30          |
| Coppa Federale                  | 2    | ?                   | ?       | ?                | ?              | ?           |
| Divisione Nazionale             | 2    | 1                   | 0       | 1                | 4              | 4           |
| Totale                          | 37   | 6                   | 11      | 17               | 32             | 58          |

#### Lista dei risultati
| Stagione  | Competizione      | Incontro                 | A / R | A / R |
| --------- | ----------------- | ------------------------ | ----- | ----- |
| 1923-1924 | Seconda Divisione | Monfalconese CNT-Udinese | 2-2   | 0-3   |
| 1924-1925 | Seconda Divisione | Udinese-Monfalconese CNT | 2-1   | 2-1   |
| 1926-1927 | Prima Divisione   | Udinese-Monfalconese CNT | 1-2   | 2-5   |
| 1927-1928 | Prima Divisione   | Udinese-Monfalconese CNT | 4-1   | 2-1   |
| 1927-1928 | Coppa Federale    | Udinese-Monfalconese CNT | ?-?   | ?-?   |
| 1928-1929 | Prima Divisione   | Udinese-Monfalconese CNT | 1-1   | 0-2   |
| 1930-1931 | Serie B           | Monfalconese CNT-Udinese | 1-1   | 1-4   |
| 1931-1932 | Serie B           | Udinese-Monfalconese CNT | 0-0   | 0-1   |
| 1933-1934 | Prima Divisione   | CRDA Monfalcone-Udinese  | 0-1   | 0-4   |
| 1934-1935 | Prima Divisione   | CRDA Monfalcone-Udinese  | 1-5   | ND    |

| Stagione  | Competizione        | Incontro                | A / R | A / R |
| --------- | ------------------- | ----------------------- | ----- | ----- |
| 1938-1939 | Serie C             | CRDA Monfalcone-Udinese | 0-2   | 2-4   |
| 1943-1944 | Divisione Nazionale | CRDA Monfalcone-Udinese | 1-0   | 3-4   |
| 1964-1965 | Serie C             | CRDA Monfalcone-Udinese | 0-0   | 0-1   |
| 1965-1966 | Serie C             | CRDA Monfalcone-Udinese | 1-1   | 0-1   |
| 1966-1967 | Serie C             | CRDA Monfalcone-Udinese | 0-0   | 0-1   |
| 1967-1968 | Serie C             | CRDA Monfalcone-Udinese | 0-2   | 3-5   |
| 1968-1969 | Serie C             | Udinese-CRDA Monfalcone | 3-1   | 0-0   |
| 1969-1970 | Serie C             | CRDA Monfalcone-Udinese | 0-0   | 0-0   |
| 1970-1971 | Serie C             | CRDA Monfalcone-Udinese | 1-0   | 0-0   |

### Pro Gorizia-Udinese
La Pro Gorizia venne fondata il 9 marzo 1923, da tredici soci, che si riunirono in una sala del Caffè Adriatico. 
La prima sfida tra le due compagini si tenne nella Prima Divisione 1928-1929, all'epoca secondo livello del campionato nazionale, precisamente l'11 novembre, quando l'Udinese s'impose, in trasferta, per 1-0. L'anno seguente le due squadre furono entrambe inserite nella nuova Prima Divisione, che era divenuta però la terza serie nazionale. Al termine della stagione i bianconeri vennero promossi in Serie B. Le due società si trovarono ancora in Prima Divisione nel 1932-1933, e fino al 1938-1939, quando l'Udinese fu promossa nuovamente in cadetteria.
Al termine della stagione 1942-1943 anche la Pro Gorizia ottenne l'agognata promozione in Serie B. I campionati vennero però interrotti per l'infuriare della seconda guerra mondiale. Così solo col termine del conflitto le due formazioni si scontrarono nel campionato di Serie B-C Alta Italia, per due stagioni, anche se già nel 1946-1947 il campionato aveva ripreso la sua denominazione si Serie B. Al termine di questo campionato la Pro Gorizia venne retrocessa in Serie C, prima di essere ripescata per motivi patriottici. Nel 1946 vi fu un doppio confronto nella Coppa Alta Italia.
Al termine della stagione 1947-1948 le due formazioni vennero entrambe retrocesse in C. I bianconeri tornarono in B già nella stagione seguente, mentre la squadra isontina non vi ha più fatto ritorno.
Il derby tornò solo nella stagione 1974-1975, quando le due squadre si affrontarono nella Coppa Italia Semiprofessionisti, aperta, in quella stagione, anche a formazioni di Serie D, come la Pro Gorizia (l'Udinese militava invece in Serie C). Il doppio confronto, con entrambe le gare ad appannaggio dei bianconeri, rappresenta l'ultima sfida ufficiale fra le due squadre.
|                                 | Gare | Vittorie Pro Gorizia | Pareggi | Vittorie Udinese | Gol Pro Gorizia | Gol Udinese |
| Prima Div./ Serie B             | 8    | 1                    | 2       | 5                | 5               | 14          |
| Serie B/C misto                 | 2    | 0                    | 1       | 1                | 1               | 2           |
| Prima Div./Serie C              | 16   | 3                    | 4       | 7                | 16              | 29          |
| Coppa Alta Italia               | 2    | 1                    | 0       | 1                | 2               | 2           |
| Coppa Italia Semiprofessionisti | 2    | 0                    | 0       | 2                | 1               | 4           |
| Totale                          | 30   | 5                    | 7       | 16               | 25              | 51          |

#### Lista dei risultati
| Stagione  | Competizione    | Incontro            | A / R | A / R |
| --------- | --------------- | ------------------- | ----- | ----- |
| 1928-1929 | Prima Divisione | Pro Gorizia-Udinese | 0-1   | 2-4   |
| 1929-1930 | Prima Divisione | Udinese-Pro Gorizia | 0-0   | 1-0   |
| 1932-1933 | Prima Divisione | Pro Gorizia-Udinese | 1-0   | 0-4   |
| 1933-1934 | Prima Divisione | Udinese-Pro Gorizia | 3-1   | 0-2   |
| 1934-1935 | Prima Divisione | Udinese-Pro Gorizia | 1-0   | 1-1   |
| 1935-1936 | Serie C         | Pro Gorizia-Udinese | 2-4   | 2-2   |
| 1936-1937 | Serie C         | Pro Gorizia-Udinese | 3-1   | 1-2   |
| 1937-1938 | Serie C         | Pro Gorizia-Udinese | 0-0   | 0-5   |

| Stagione  | Competizione                 | Incontro            | A / R | A / R |
| --------- | ---------------------------- | ------------------- | ----- | ----- |
| 1938-1939 | Serie C                      | Pro Gorizia-Udinese | 2-2   | 1-4   |
| 1945-1946 | Serie B-C                    | Udinese-Pro Gorizia | 1-0   | 1-1   |
| 1946      | Coppa Alta Italia            | Pro Gorizia-Udinese | 1-0   | 1-2   |
| 1946-1947 | Serie B                      | Udinese-Pro Gorizia | 1-0   | 4-0   |
| 1947-1948 | Serie B                      | Udinese-Pro Gorizia | 2-2   | 0-1   |
| 1948-1949 | Serie C                      | Udinese-Pro Gorizia |       |       |
| 1974-1975 | C. Italia Semiprofessionisti | Udinese-Pro Gorizia | 2-0   | 2-1   |

## Casi particolari

### Squadre di città non più facenti parte del territorio italiano
Come già accennato due formazioni della Venezia Giulia, con sede in città ora non più facenti parte del territorio italiano, disputarono, nel periodo interbellico, la Serie B. Si tratta della Fiumana e del Grion Pola. Ciò dette vita a tre incontri con altre formazioni regionali. 
L'Unione Sportiva Fiumana  nacque il 2 settembre 1926 in seguito alla fusione di due squadre già esistenti: il Club Sportivo Olympia Fiume  avente come colori sociali il bianco e il nero e classificatosi al 3º posto nel girone D del campionato di Seconda Divisione 1925-1926 e il Club Sportivo Gloria Fiume avente come colori sociali il giallo e l'amaranto e classificatosi al 4º posto dello stesso torneo (pur avendo le due squadre conquistato lo stesso numero di punti nel campionato). 
Il Grion Pola nacque nell'ambito delle attività del Fascio Autonomo cittadino, intitolato a Giovanni Grion, istriano caduto nel corso della prima guerra mondiale.

#### Fiumana-Monfalcone
Il primo incontro tra le due formazioni si tenne nella Prima Divisione 1926-1927, il 14 novembre 1926, a Fiume, dove i locali s'imposero per 4-2. 
Le due società parteciparono alla prima edizione del neocostituito campionato di Serie B. Il primo incontro venne disputato il 26 gennaio 1930 a Monfalcone, e vide la vittoria dei cantierini per 3-0. Al termine della stagione la Fiumana retrocedette in Prima Divisione. Successivamente le due squadre si affrontarono frequentemente in Serie C, fino allo scoppio della seconda guerra mondiale, e al successivo scioglimento della formazione fiumana. Vi è anche un precedente in Coppa Italia.
|                     | Gare | Vittorie Fiumana | Pareggi | Vittorie Monfalcone | Gol Fiumana | Gol Monfalcone |
| Prima Div./ Serie B | 6    | 3                | 1       | 2                   | 11          | 9              |
| Prima Div./Serie C  | 11   | 6                | 0       | 5                   | 14          | 15             |
| Coppa Italia        | 1    | 1                | 0       | 0                   | 4           | 0              |
| Coppa Federale      | 2    | ?                | ?       | ?                   | ?           | ?              |
| Totale              | 20   | 10               | 1       | 7                   | 29          | 24             |

##### Lista dei risultati
| Stagione  | Competizione    | Incontro                 | A / R | A / R |
| --------- | --------------- | ------------------------ | ----- | ----- |
| 1926-1927 | Prima Divisione | Fiumana-Monfalconese CNT | 4-2   | 2-2   |
| 1927-1928 | Prima Divisione | Fiumana-Monfalconese CNT | 3-0   | 2-1   |
| 1927-1928 | Coppa Federale  | Monfalconese CNT-Fiumana | ?-?   | ?-?   |
| 1929-1930 | Serie B         | Monfalconese CNT-Fiumana | 3-0   | 1-0   |
| 1933-1934 | Prima Divisione | CRDA Monfalcone-Fiumana  | 2-0   | 0-1   |
| 1934-1935 | Prima Divisione | Fiumana-CRDA Monfalcone  | 1-0   | ND    |
| 1938-1939 | Serie C         | Fiumana-CRDA Monfalcone  | 1-0   | 2-0   |
| 1939-1940 | Serie C         | Fiumana-CRDA Monfalcone  | 1-2   | 2-4   |
| 1940-1941 | Coppa Italia    | Fiumana-CRDA Monfalcone  | 4-0   | 4-0   |
| 1940-1941 | Serie C         | Fiumana-CRDA Monfalcone  | 3-0   | 2-4   |
| 1942-1943 | Serie C         | CRDA Monfalcone-Fiumana  | 3-0   | 0-1   |

#### Grion Pola-Monfalcone
La prima sfida tra le due compagini avvenne nella Seconda Divisione 1922-1923, all'epoca secondo livello del campionato italiano. La prima partita, disputata il 19 novembre 1922, vide la vittoria della Monfalconese CNT, in casa, per 4-1. Al termine della stagione i polesani retrocedettero in Terza Divisione. Nella stagione 1928-1929 i nerostellati salirono in Prima Divisione, ove affrontarono nuovamente i monfalconesi, che al termine della stagione furono promossi nella neocostituita Serie B.
Le due compagini si ritrovarono in Serie B nel 1932-1933, ma la Monfalconese CNT si ritirò dal campionato dopo 6 turni, prima però di aver affrontato i nerostellati, il 2 ottobre 1932, alla terza giornata. La gara, disputata in Istria, vide la vittoria dei padroni di casa per 2-1. Dopo il forfait dei cantierini, tutti i risultati vennero annullati, tra cui anche il risultato della partita col Grion.
Le due formazioni giocarono poi in Serie C dal 1938-1939 fino all'interruzione per il conflitto mondiale. Successivamente, col passaggio di Pola alla Jugoslavia, il Grion venne sciolto.
|                                  | Gare | Vittorie Grion | Pareggi | Vittorie Monfalcone | Gol Grion | Gol Monfalcone |
| Seconda Div./Prima Div./ Serie B | 4    | 2              | 0       | 2                   | 6         | 8              |
| Serie C                          | 10   | 4              | 2       | 4                   | 11        | 14             |
| Totale                           | 14   | 6              | 2       | 6                   | 17        | 22             |

##### Lista dei risultati
| Stagione  | Competizione      | Incontro                    | A / R | A / R |
| --------- | ----------------- | --------------------------- | ----- | ----- |
| 1922-1923 | Seconda Divisione | Monfalcone-Grion Pola       | 4-1   | 0-2   |
| 1928-1929 | Prima Divisione   | Grion Pola-Monfalconese CNT | 3-0   | 0-4   |
| 1932-1933 | Serie B           | Grion Pola-Monfalconese CNT | 2-1   |       |
| 1938-1939 | Serie C           | Grion Pola-CRDA Monfalcone  | 2-1   | 2-2   |
| 1939-1940 | Serie C           | Grion Pola-CRDA Monfalcone  | 1-3   | 0-2   |
| 1940-1941 | Serie C           | Grion Pola-CRDA Monfalcone  | 2-1   | 1-1   |
| 1941-1942 | Serie C           | CRDA Monfalcone-Grion Pola  | 2-0   | 1-2   |
| 1942-1943 | Serie C           | Grion Pola-CRDA Monfalcone  | 1-0   | 0-1   |

#### Fiumana-Udinese
Il primo match tra le due compagini si giocò in Prima Divisione, nel 1926-1927; la prima gara, giocata a Fiume, vide la vittoria dei padroni di casa per 4-0. Al termine della stagione l'Udinese retrocesse ma venne ripescata. L'anno seguente, la promozione della Fiumana nella Divisione Nazionale divise i destini delle due società; si ritrovarono nello stesso campionato solo nel 1932, ancora in Prima Divisione, che però, nel frattempo, era scesa al terzo livello della gerarchia del calcio nazionale. L'incontro venne disputato per diverse stagioni consecutive, fino alla promozione in B dell'Udinese. Nel 1936-1937 vi fu anche un incontro valido per la Coppa Italia.
Le due società si ritrovarono in serie cadetta nella stagione 1941-1942. Il primo match si tenne il 18 gennaio 1942, a Udine, e terminò 0-0. Al termine dell'annata la Fiumana tornò in Serie C, e non affrontò più i bianconeri.
|                     | Gare | Vittorie Fiumana | Pareggi | Vittorie Udinese | Gol Fiumana | Gol Udinese |
| Prima Div./ Serie B | 6    | 3                | 1       | 2                | 13          | 8           |
| Prima Div./Serie C  | 14   | 6                | 4       | 4                | 18          | 16          |
| Coppa Italia        | 1    | 1                | 0       | 0                | 4           | 0           |
| Coppa Federale      | 2    | ?                | ?       | ?                | ?           | ?           |
| Totale              | 23   | 10               | 5       | 6                | 35          | 24          |

##### Lista dei risultati
| Stagione  | Competizione    | Incontro        | A / R | A / R |
| --------- | --------------- | --------------- | ----- | ----- |
| 1926-1927 | Prima Divisione | Fiumana-Udinese | 4-0   | 1-3   |
| 1927-1928 | Prima Divisione | Fiumana-Udinese | 3-4   | 1-0   |
| 1927-1928 | Coppa Federale  | Udinese-Fiumana | ?-?   | ?-?   |
| 1932-1933 | Prima Divisione | Fiumana-Udinese | 1-1   | 1-2   |
| 1933-1934 | Prima Divisione | Udinese-Fiumana | 2-0   | 1-2   |
| 1934-1935 | Prima Divisione | Fiumana-Udinese | 2-0   | 0-1   |
| 1935-1936 | Serie C         | Fiumana-Udinese | 1-1   | 0-5   |
| 1936-1937 | Serie C         | Udinese-Fiumana | 1-3   | 0-0   |
| 1936-1937 | Coppa Italia    | Fiumana-Udinese | 2-0   | 2-0   |
| 1937-1938 | Serie C         | Fiumana-Udinese | 2-0   | 3-1   |
| 1938-1939 | Serie C         | Udinese-Fiumana | 1-3   | 0-0   |
| 1941-1942 | Serie B         | Udinese-Fiumana | 0-0   | 1-4   |

### Divisione nazionale 1943-1944
Il campionato di Divisione Nazionale 1943-1944, noto anche come Campionato Alta Italia 1943-1944, fu un torneo calcistico disputatosi nella Repubblica Sociale Italiana. La manifestazione, la quale, in principio, avrebbe dovuto assegnare il titolo di Campione d'Italia, fu successivamente disconosciuta con un comunicato federale dell'8 agosto 1944. Al girone della Venezia Giulia parteciparono la Triestina, la Pro Gorizia,  l'Udinese, il CRDA Monfalcone, il San Giusto Trieste, la Cormonese, il Ponziana Trieste e l'Ampelea d'Isola d'Istria. Quest'ultima si aggiudicò il girone e si qualificò, assieme alla Triestina, alle semifinali interregionali. In questo girone venne disputato solo l'incontro di andata tra le due compagini giuliane, con la vittoria dell'Ampelea, a Trieste, per 2-1.

#### Risultati
| Prima giornata |                        |             |
| 16 gen. 1944   |                        | 5 mar. 1944 |
| 2-1            | Cormonese-Monfalcone   | 0-1         |
| 1-1            | Pro Gorizia-San Giusto | 0-2         |
| 3-0            | Triestina-Ampelea      | 0-2         |
| 1-0            | Udinese-Ponziana       | 0-1         |
|                |                        |             |
|                |                        |             |

| Seconda giornata |                      |              |
| 23 gen. 1944     |                      | 12 mar. 1944 |
| 1-0              | Cormonese-Ponziana   | 4-0          |
| 2-1              | Monfalcone-Triestina | 0-4          |
| 4-1              | Ampelea-Pro Gorizia  | 1-3          |
| 4-0              | San Giusto-Udinese   | 0-0          |
|                  |                      |              |
|                  |                      |              |

| Terza giornata |                      |              |
| 30 gen. 1944   |                      | 19 mar. 1944 |
| 3-0            | Ampelea-Monfalcone   | 2-1          |
| 3-1            | Cormonese-San Giusto | 0-2          |
| 3-2            | Triestina-Ponziana   | 1-1          |
| 1-1            | Udinese-Pro Gorizia  | 1-3          |
|                |                      |              |
|                |                      |              |

| Quarta giornata |                       |             |
| 6 feb. 1944     |                       | 2 apr. 1944 |
| 2-1             | Monfalcone-Ponziana   | 0-1         |
| 2-1             | Pro Gorizia-Cormonese | 1-0         |
| 0-0             | San Giusto-Triestina  | 0-0         |
| 1-1             | Udinese-Ampelea       | 2-6         |
|                 |                       |             |
|                 |                       |             |

| Quinta giornata |                       |             |
| 13 feb. 1944    |                       | 9 apr. 1944 |
| 5-2             | Ampelea-Ponziana      | 1-0         |
| 0-2             | Cormonese-Udinese     | 1-3         |
| 4-1             | Monfalcone-San Giusto | 2-1         |
| 2-1             | Triestina-Pro Gorizia | 3-0         |
|                 |                       |             |
|                 |                       |             |

| Sesta giornata |                        |              |
| 20 feb. 1944   |                        | 16 apr. 1944 |
| 1-4            | Cormonese-Ampelea      | 2-4          |
| 1-1            | Pro Gorizia-Monfalcone | 1-1          |
| 1-0            | San Giusto-Ponziana    | 0-2          |
| 2-1            | Udinese-Triestina      | 0-3          |
|                |                        |              |
|                |                        |              |

| \| Settima giornata \| \| \| \| 27 feb. 1944 \| \| 23 apr. 1944 \| \| 1-1 \| Ampelea-San Giusto \| 1-1 \| \| 1-0 \| Monfalcone-Udinese \| 3-4 \| \| 3-2 \| Pro Gorizia-Ponziana \| 3-1 \| \| 3-1 \| Triestina-Cormonese \| 4-0 \| \| \| \| \| \| \| \| \| |                      |              |
| Settima giornata |                      |              |
| 27 feb. 1944 |                      | 23 apr. 1944 |
| 1-1 | Ampelea-San Giusto   | 1-1          |
| 1-0 | Monfalcone-Udinese   | 3-4          |
| 3-2 | Pro Gorizia-Ponziana | 3-1          |
| 3-1 | Triestina-Cormonese  | 4-0          |
| |                      |              |
| |                      |              |

#### Classifica
|  | Pos. | Squadra                 | Pt | G  | V  | N | P  | GF | GS |
|  | ---- | ----------------------- | -- | -- | -- | - | -- | -- | -- |
|  | 1.   | (C) Ampelea             | 22 | 14 | 10 | 2 | 2  | 35 | 17 |
|  | 2.   | (A) Triestina           | 19 | 14 | 8  | 3 | 3  | 28 | 11 |
|  | 3.   | (B) Pro Gorizia         | 16 | 14 | 6  | 4 | 4  | 21 | 21 |
|  | 4.   | (C) C.R.D.A. Monfalcone | 14 | 14 | 6  | 2 | 6  | 19 | 22 |
|  | 5.   | (R) San Giusto          | 13 | 14 | 4  | 5 | 5  | 14 | 14 |
|  | 5.   | (C) Udinese             | 13 | 14 | 5  | 3 | 6  | 17 | 25 |
|  | 7.   | (R) Cormonese           | 8  | 14 | 4  | 0 | 10 | 16 | 28 |
|  | 8.   | (C) Ponziana            | 7  | 14 | 3  | 1 | 10 | 13 | 25 |

Verdetti
- Ampelea è Campione della Venezia Giulia 1943-1944.
- Ampelea e Triestina qualificate alle semifinali interregionali.